# Patrick Doyle
 (mars 2012).
Si vous disposez d'ouvrages ou d'articles de référence ou si vous connaissez des sites web de qualité traitant du thème abordé ici, merci de compléter l'article en donnant les références utiles à sa vérifiabilité et en les liant à la section « Notes et références ».
Pour les articles homonymes, voir Doyle.
Patrick Doyle, né le 6 avril 1953 à Uddingston, en Écosse, est  un compositeur britannique qui a composé de nombreuses partitions musicales pour la radio, la télévision, le théâtre et le cinéma.

## Carrière
Patrick Doyle est diplômé (1974) du Royal Scottish Academy of Music and Drama, où il prenait des cours de piano et de chant.
En 1987, Patrick Doyle rejoint la Renaissance Theatre Company en tant que compositeur et directeur musical. Il y fait la connaissance de Kenneth Branagh, avec qui il se lie d'amitié. Il fait même des apparitions en tant qu'acteur au sein de la troupe.  
Puis il travailla avec la réalisatrice Judi Dench dans la production de Look Back in Anger à la télévision et composa les partitions pour King Lear (Le Roi Lear) et A Midsummer Night's Dream (Le Songe d'une nuit d'été).
Pour sa première réalisation pour le cinéma, Kenneth Branagh lui demande naturellement d'écrire la partition du film Henry V, produit par la Renaissance Theatre Company. Pour l'occasion, Doyle demande au grand chef d'orchestre Simon Rattle de diriger le City of Birmingham Symphony Orchestra, contribuant à ce premier coup d'éclat musical et manifestement, une des grandes révélations du film. Le thème Non Nobis Domine du film fut récompensé en 1989 par l'Ivor Novello Award for Best Film Theme.
Ce sera le début d'une longue et fructueuse collaboration avec le réalisateur, qu'il retrouva sur quasiment tous ses films suivants, notamment Dead Again en 1991, Beaucoup de bruit pour rien en 1993, Frankenstein en 1994, le film opéra Hamlet en 1996 ou encore le film de super-héros Thor en 2011.
En 1990, le Prince Charles lui demanda de composer The Thistle and The Rose, pour un chœur, en l'honneur du 90e anniversaire de la Reine Mère.
Fait assez rare pour un compositeur anglo-saxon en raison de la barrière linguistique, il œuvre également pour le cinéma français et plus particulièrement pour Régis Wargnier qui, très impressionné par son travail sur le film Henry V, va lui confier la partition de son film Indochine (pour lequel Doyle sera nommé au César de la meilleure musique écrite pour un film en 1992). C'est le début d'une collaboration privilégiée, qui sera marquée par les très belles compositions de Doyle sur Une femme française et sur Est-Ouest.
Il commence également à se faire un nom à Hollywood, où il se distingue notamment pour ses excellentes partitions pour le film de Brian de Palma, L'Impasse en 1993, celui d'Ang Lee, Raison et sentiments en 1995 (nommée au Golden Globe, à l'Oscar de la meilleure musique et au BAFTA Nomination for Best Film Score) ou encore pour le film Donnie Brasco en 1997.
En 1995, il compose la bande son du film La Petite Princesse, dont la chanson Kindle My Heart est interprétée par sa propre fille, Abigail. Ce film est un grand succès[réf. souhaitée], ainsi que le morceau final, The Goodbye, chanté par l'actrice principale du film, Liesel Matthews. Cette bande originale reçoit  le LAFCA Award de la meilleure musique de film.
En octobre 1997, Doyle se fait diagnostiquer une grave leucémie qui le condamne à plus ou moins long terme. Pendant qu'il suit un lourd traitement à l'hôpital et pour ne pas sombrer dans la dépression, il accepte  de composer la partition du dessin animé Excalibur, l'épée magique pendant les quatre mois que dure son traitement. Il finit par guérir totalement de la maladie.
En 2004, il écrit la musique du quatrième film de la série Harry Potter, succédant ainsi à John Williams, qui avait composé la musique des trois premiers opus,.
Il poursuit sa carrière hollywoodienne avec des projets ambitieux commercialement comme : Eragon, La Dernière légion, Thor ou The Ryan Initiative, ainsi que La Planète des singes : Les Origines en 2011 et Rebelle en 2012

## Filmographie

### Cinéma

#### Années 1980
- 1989 : Henry V de Kenneth Branagh

#### Années 1990
- 1990 : Les Naufragés de l'île aux pirates (Haakon Haakonsen) de Nils Gaup
- 1991 : Dead Again de Kenneth Branagh
- 1992 : Indochine de Régis Wargnier
- 1992 : Le Cheval venu de la mer (Into the West) de Mike Newell
- 1993 : Beaucoup de bruit pour rien (Much Ado About Nothing) de Kenneth Branagh
- 1993 : Le Bazaar de l'épouvante (Needful Things) de Fraser Clarke Heston
- 1993 : L'Impasse (Carlito's Way) de Brian De Palma
- 1994 : Exit to Eden de Garry Marshall
- 1994 : Frankenstein de Kenneth Branagh
- 1995 : Une femme française de Régis Wargnier
- 1995 : La Petite Princesse (A Little Princess) de Alfonso Cuarón
- 1995 : Raison et sentiments (Sense and Sensibility) de Ang Lee
- 1996 : Mrs. Winterbourne (Mrs. Winterbourne) de Richard Benjamin
- 1996 : Hamlet de Kenneth Branagh
- 1997 : Donnie Brasco de Mike Newell
- 1998 : De grandes espérances (Great Expectations) d'Alfonso Cuarón
- 1998 : Excalibur, l'épée magique (Quest for Camelot) de Frederik Du Chau
- 1999 : Est-Ouest de Régis Wargnier

#### Années 2000
- 2000 : Peines d'amour perdues (Love's Labour's Lost) de Kenneth Branagh
- 2001 : Coup de peigne (Blow Dry) de Paddy Breathnach
- 2001 : Le Journal de Bridget Jones (Bridget Jones's Diary) de Sharon Maguire
- 2001 : Gosford Park de Robert Altman
- 2002 : Feu de glace (Killing Me Softly) de Chen Kaige
- 2003 : Galindez (El Misterio Galíndez) de Gerardo Herrero
- 2003 : Calendar Girls de Nigel Cole
- 2003 : Le Secret des frères McCann (Secondhand Lions) de Tim McCanlies
- 2004 : Nouvelle-France de Jean Beaudin
- 2005 : Man to Man de Régis Wargnier
- 2005 : Wah-Wah de Richard E. Grant
- 2005 : Nanny McPhee de Kirk Jones
- 2005 : Harry Potter et la Coupe de feu (Harry Potter and the Goblet of Fire) de Mike Newell
- 2006 : Comme il vous plaira (As You Like It) de Kenneth Branagh
- 2006 : Eragon de Stefen Fangmeier
- 2007 : Pars vite et reviens tard de Régis Wargnier
- 2007 : La Dernière Légion (The Last Legion) de Doug Lefler
- 2007 : Le Limier (Sleuth) de Kenneth Branagh
- 2008 : L'Île de Nim (Nim's Island) de Jennifer Flackett et Mark Levin
- 2008 : Igor de Tony Leondis

#### Années 2010
- 2011 : Thor de Kenneth Branagh
- 2011 : La Ligne droite de Régis Wargnier
- 2011 : La Planète des singes : Les Origines (Rise of the Planet of the Apes) de Rupert Wyatt
- 2012 : Sir Billi (en) de Sascha Hartmann
- 2012 : Rebelle (Brave) de Mark Andrews et Brenda Chapman
- 2013 : Nature (Enchanted Kingdom 3D) de Patrick Morris et Neil Nightingale (documentaire)
- 2014 : The Ryan Initiative (Jack Ryan: Shadow Recruit) de Kenneth Branagh
- 2015 : Cendrillon (Cinderella) de Kenneth Branagh
- 2016 : Whisky Galore (en) de Gillies MacKinnon
- 2016 : A United Kingdom d'Amma Asante
- 2017 : Le Monde secret des Emojis (The Emoji Movie) de Tony Leondis
- 2017 : Le crime de l'Orient-Express (Murder on the Orient Express) de Kenneth Branagh
- 2018 : Stubby de Richard Lanni
- 2018 : All is True de Kenneth Branagh

#### Années 2020
- 2020 : Artemis Fowl de Kenneth Branagh
- 2022 : Mort sur le Nil (Death on the Nile) de Kenneth Branagh

### Télévision
- 1988 : Twelfth Night, or What You Will de Paul Kafno (téléfilm)
- 1989 : Look Back in Anger de Judi Dench (téléfilm)
- 2006 : Jekyll + Hyde de Nick Stillwell (vidéo)
- 2011 : Jig de Sue Bourne (documentaire)

### Courts métrages
- 1992 : L'échange de Vincent Perez
- 2006 : Sir Billi the Vet de Tessa Hartmann
- 2007 : Bad Boy Fan Film de Miguel Mesas
- 2011 : Sarajevo de Patrick Harkins

### Jeu vidéo
- 2013 : Puppeteer de Gavin Moore

## Œuvres de concert
- 1990 : The Thistle and the Rose, pour voix et chœur.
- The Face in the Lake, pour récitant et orchestre.
- Corasik, concerto pour violon et orchestre.
- Impressions of America, pour orchestre.
- Tam O'Shanter, pour orchestre.
- Sweet Rois of Vertew
- Scottish Overture

## Distinctions

### Récompenses
- 2015 : prix d'honneur pour l'ensemble de sa carrière (Lifetime Achievement Award) aux World Soundtrack Awards.

### Nominations
- 1992 : César de la meilleure musique écrite pour un film pour Indochine
- 1996 : Oscar de la meilleure musique pour Raison et Sentiments
- 1997 : Oscar de la meilleure musique pour Hamlet
- 2000 : César de la meilleure musique écrite pour un film pour Est-Ouest